# 安沙·阿巴西
安沙·阿巴西（1965年6月12日—）是一名巴基斯坦记者、社会保守主义评论员，《卡拉奇新闻报》的高级职员。阿巴西采访过包括马拉拉·尤萨夫扎伊和阿赫迈底亚成员在内的自由主义活动家。他曾呼吁禁止印度电视台在巴基斯坦播出并严格审查巴基斯坦电影和电视剧中的文化冒犯性内容。据《赫芬顿邮报》报道，阿巴西持正统宗教观，且极端反美。

## 著名新闻事件

### 大法官伊弗提哈尔·乔德雷
阿巴西是最先对时任大法官伊弗提哈尔·乔德雷2002年严重渎职，破格将自己的儿子提拔进联邦调查处提出指控的人之一。这次指控是联邦调查处向巴基斯坦最高司法委员会提交的控告乔德雷的主要证据。

### 前总统穆沙拉夫
阿巴西曾出版批评巴基斯坦前总统佩尔韦兹·穆沙拉夫的文章，指控其花费数百万卢比的价格在伊斯兰堡首都区查克沙哈扎德建造房产。此房产的设施比一般的要便宜，差价由政府补贴。

### 毛拉纳·热合曼
2008年11月，阿巴西发表了关于把面积数公顷、价值数百万卢比的军事用地奖励给毛拉纳·热合曼的家属的报道。阿巴西指控说，前总统穆沙拉夫此举是为了收买毛拉纳，以免其反对穆沙拉夫同时竞选两个公职的计划。

### 法官都噶尔
阿巴西的调查报道中声称，时任信德省高级法院法官的阿卜杜尔·哈米德·都噶尔之女法拉·哈米德·都噶尔的高中毕业试卷被以违反最高法院判决的方式重新评分。当次考试批改的201份试卷都中，有200份试卷都只更正了计算总分时的错误，而只有她的试卷经过了重新打分，总分比原来增加了。此案后来被移交至议会教育委员会。